# إميل جنسن
إميل جنسن (بالسويدية: Emil Jensen)‏ (19 يونيو 1979 بالسويد - ) هو لاعب كرة قدم سويدي في مركز الدفاع. لعب مع نادي هالمستاد ونادي فالكنبرغ.

## وصلات خارجية
- إميل جنسن على موقع اتحاد السويد (السويدية)
- إميل جنسن على موقع قاعدة بيانات كرة القدم.إي يو (الإنجليزية)
- إميل جنسن على موقع Soccerway.com (الإنجليزية)